# Templo Beth-El de Casablanca
La Templo Beth-El de Casablanca es una sinagoga judía en Casablanca, Marruecos. Mientras que la ciudad cuenta con más de 30 sinagogas, Beth-El a menudo se considera la pieza central de una comunidad judía que una vez fue vibrante. Sus vidrieras y otros elementos artísticos, es lo que atrae a los turistas a esta sinagoga. El templo fue completamente renovado en 1997.